# Sinningia brasiliensis
Sinningia brasiliensis är en tvåhjärtbladig växtart som först beskrevs av Eduard August von Regel och Franz Schmidt och fick sitt nu gällande namn av Wiehler och Chautems. 
Sinningia brasiliensis ingår i släktet Sinningia och familjen Gesneriaceae. Inga underarter finns listade i Catalogue of Life.